# Leptophilypnus
Leptophilypnus är ett släkte av fiskar. Leptophilypnus ingår i familjen Eleotridae.
Kladogram enligt Catalogue of Life:
| Leptophilypnus | \| \| Leptophilypnus fluviatilis \| \| \| \| \| \| Leptophilypnus guatemalensis \| \| \| \| \| \| Leptophilypnus panamensis \| \| \| \| |
|                | \| \| Leptophilypnus fluviatilis \| \| \| \| \| \| Leptophilypnus guatemalensis \| \| \| \| \| \| Leptophilypnus panamensis \| \| \| \| |
|                | Leptophilypnus fluviatilis |
|                | |
|                | Leptophilypnus guatemalensis |
|                | |
|                | Leptophilypnus panamensis |
|                | |